# 2. česká fotbalová liga 2005/2006
13. ročník 2. fotbalové ligy proběhl v letech 2005 a 2006. Účastnilo se ho 16 týmů.

## Konečná tabulka
| Poř. | Tým                        | Z  | V  | R  | P  | VG | OG | B  |
| ---- | -------------------------- | -- | -- | -- | -- | -- | -- | -- |
| 1.   | SK Kladno                  | 30 | 17 | 6  | 7  | 45 | 21 | 57 |
| 2.   | SK Dynamo České Budějovice | 30 | 17 | 4  | 9  | 55 | 26 | 55 |
| 3.   | MFK Ústí nad Labem         | 30 | 14 | 7  | 9  | 47 | 39 | 49 |
| 4.   | FC Hradec Králové          | 30 | 13 | 10 | 7  | 31 | 28 | 49 |
| 5.   | FK Viktoria Žižkov         | 30 | 12 | 10 | 8  | 42 | 33 | 46 |
| 6.   | 1. HFK Olomouc             | 30 | 9  | 14 | 7  | 27 | 31 | 41 |
| 7.   | SC Xaverov Horní Počernice | 30 | 11 | 7  | 12 | 40 | 35 | 40 |
| 8.   | SK Hanácká Slavia Kroměříž | 30 | 10 | 9  | 11 | 32 | 36 | 39 |
| 9.   | FC Vítkovice               | 30 | 9  | 9  | 12 | 26 | 33 | 36 |
| 10.  | FC Hlučín                  | 30 | 10 | 6  | 14 | 31 | 47 | 36 |
| 11.  | FK Kunovice                | 30 | 9  | 8  | 13 | 35 | 43 | 35 |
| 12.  | FK AS Pardubice            | 30 | 9  | 7  | 14 | 35 | 38 | 34 |
| 13.  | SK Sigma Olomouc „B“       | 30 | 9  | 7  | 14 | 33 | 40 | 34 |
| 14.  | 1. FK Drnovice             | 30 | 7  | 13 | 10 | 24 | 40 | 34 |
| 15.  | AC Sparta Praha „B“        | 30 | 8  | 10 | 12 | 32 | 37 | 34 |
| 16.  | 1. FC Brno „B“             | 30 | 7  | 11 | 12 | 24 | 32 | 32 |

Poznámky
- Z = Odehrané zápasy; V = Vítězství; R = Remízy; P = Prohry; VG = Vstřelené góly; OG = Obdržené góly; B = Body

|  | Postup do Gambrinus ligy 2006/07                 |
|  | Sestup do ČFL 2006/07                            |
|  | Sestup do MSFL 2006/07                           |
|  | Přechod do Divize E 2006/07                      |
|  | Přechod do příslušného krajského přeboru 2006/07 |
|  | Zánik seniorského A-mužstva                      |

## Soupisky mužstev
(v závorce za jménem je počet utkání a branek)

### SK Kladno
Adam Dudáček (1/0),
Peter Kostolanský (2/0),
Petr Vašek (13/0),
Václav Winter (16/0) –
Tomáš Cigánek (29/3),
Peter Drozd (22/1),
Josef Galbavý (28/9),
Patrik Gross (23/1),
Filip Herda (14/0),
David Hlava (20/0),
Josef Hoffmann (4/0),
Antonín Holub (8/1),
Lukáš Hrabák (1/0),
Jiří Kaciáň (24/5),
Václav Kalina (26/2),
Lukáš Killar (30/1),
Lukáš Kreuz (9/1),
Tomáš Marek (29/2),
Aleš Neuwirth (29/3),
Tomáš Strnad (17/1),
Radek Šelicha (14/1),
Jaromír Šilhan (6/0),
Pavel Veleba (27/11),
Michal Zachariáš (19/0) –
trenér Miroslav Koubek

### SK Dynamo České Budějovice
Tomáš Belic (8/0),
Miroslav Filipko (19/0),
Zdeněk Křížek (3/0) –
Lukáš Adam (8/0),
Michal Belej (23/3),
Jakub Bureš (22/1),
Ivan Dvořák (27/0),
Petr Faldyna (15/6),
Jan Gruber (10/0),
David Homoláč (25/1),
Jiří Hrbáč (5/0),
Martin Jasanský (2/0),
Jiří Kladrubský (18/0),
Marcel Kordík (2/0),
Radek Krejčík (4/0),
Martin Leština (8/0),
Michal Mácha (9/0),
Tomáš Maruška (1/0),
Aleš Matoušek (4/0),
Radek Mezlík (9/0),
Václav Mrkvička (23/10),
Lubomír Myšák (3/0),
Josef Němec (8/0),
Roman Pivoňka (24/0),
Jaromír Plocek (29/4),
Karel Poborský (14/8),
Vladimír Pončák (6/0),
Michal Schön (2/0),
Jiří Skála (22/0),
Martin Smíšek (5/1),
Ivo Svoboda (10/2),
Ivo Táborský (20/9),
Martin Vozábal (29/9) –
trenér František Cipro

### MFK Ústí nad Labem
Zdeněk Divecký (9/0),
Radim Novák (21/0) –
Vítězslav Brožík (28/10),
Lukáš Dragoun (4/0),
Petr Dragoun (26/6),
Lukáš Dvořák (23/1),
Edin Džeko (15/6),
Pavel Džuban (25/0),
Petr Fousek (23/8),
Jaroslav Fürbach (19/0),
Lukáš Helcelet (11/0),
Martin Hruška (4/0),
Pavel Karlík (7/0),
Jan Kubačka (1/0),
Jakub Mareš (19/1),
Jan Martykán (21/1),
František Mašanský (8/0),
Samir Merzić (25/0),
Jan Mokrejš (10/0),
Tomáš Novák (28/4),
Lukáš Ohněník (15/2),
Václav Sedlák (22/1),
Vlastimil Stožický (29/7),
Michal Valenta (21/0) –
trenéři Jiří Plíšek (1.–29. kolo) a Václav Rys (30. kolo)

### SK Hradec Králové
Radim Ottmar (5/0),
Karel Podhajský (25/0) –
Michal Blažej (9/2),
Pavel Černý (23/4),
Michal Ferčák (1/0),
Jan Filip (26/0),
Vladimír Gavula (4/2),
Juraj Hrmo (1/0),
Petr Jiroušek (9/2),
Roman Jůn (26/1),
Daniel Kaplan (25/1),
Vlastimil Karal (28/1),
Dalibor Karnay (29/5),
Marek Kowalczyk (26/3),
Marek Plašil (5/0),
Jiří Poděbradský (25/0),
David Přibyl (9/0),
Tomáš Rezek (27/1),
Adrian Rolko (26/3),
Josef Semerák (24/3),
Pavel Šíranec (11/1),
Michal Šmarda (28/2),
Vojtěch Štěpán (22/0) –
trenér Karel Krejčík

### FK Viktoria Žižkov
Peter Bartalský (30/0) –
Jiří Bičko (1/0),
Josef Brodský (2/0),
Radek Bukač (14/11),
Miloš Čáp (5/1),
Jan Daněk (23/0),
Pavel Eismann (25/0),
Radek Görner (27/2),
Pavel Grznár (20/2),
Jakub Hottek (12/1),
Richard Kalod (23/3),
Petr Kaspřák (27/2),
Michal Kopecký (6/0),
Michal Kropík (18/1),
Tomáš Kučera (28/5),
Jan Novotný (27/4),
Vladimír Pokorný (26/1),
Ondřej Prášil (20/4),
Tomáš Procházka (29/0),
Marcel Šťastný (15/2),
Adrian Vizingr (29/2),
David Volek (11/0) –
trenéři Pavel Malura (1.–23. kolo) a Vladimír Skalba (24.–30. kolo)

### 1. HFK Olomouc
Petar Aleksijević (5/0),
Martin Doležal (25/0),
Vojtěch Šrom (1/0) –
Ľuboš Červenec (15/0),
Milan Čižmar (3/0),
Tomáš Dadák (28/0),
František Furch (1/0),
Jan Hubka (2/0),
Aleš Chmelíček (14/7),
Alexandr Christomidis (1/0),
Tomáš Ineman (12/0),
Radek Janeček (26/0),
Igor Jurga (12/0),
Ondřej Kalvoda (24/0),
Marek Kaščák (13/0),
Tomáš Kazár (26/2),
David Korčián (15/2),
Martin Kotůlek (18/0),
Miloš Kropáček (28/7),
Pavel Los (12/2),
Ivo Lošťák (30/0),
Jaromír Lukášek (26/0),
Jaromír Matěj (12/0),
Josef Mucha (13/2),
Jaromír Pospíšil (1/0),
Michal Skopalík (7/0),
Michal Spáčil (24/3),
Jiří Šíma (15/1),
Bohuslav Šnajdr (2/0) –
trenér Leoš Kalvoda, hrající asistent Josef Mucha

### SC Xaverov Horní Počernice
Vlastimil Hrubý (1/0),
Václav Marek (27/0),
Jindřich Skácel (3/0) –
Vladimír Bálek (29/8),
Jan Balík (8/1),
Pavel Bartoš (15/1),
Tomáš Hašler (24/5),
Miroslav Hendrych (27/0),
Jakub Chleboun (30/1),
Petr Javorek (15/1),
David Kalivoda (15/6),
Lukáš Kalivoda (19/1),
Michal Kočí (24/2),
Petr Kovář (5/0),
Jan Kučera (1/0),
Jan Lenz (4/0),
Lukáš Marek (28/3),
Jan Markuzi (4/0),
Jakub Mejzlík (13/0),
Jose Pedro Moreira (5/0),
Jolyon Mungenga (1/0),
Pavel Novotný (8/0),
Jan Penc (28/3),
Jan Poláček (21/2),
Radek Šindelář (10/0),
Aleš Vašíček (25/2),
Milan Zachariáš (24/1) –
trenér Luděk Klusáček

### SK Hanácká Slavia Kroměříž
Luděk Juráň (2/0),
Aleš Kořínek (15/0),
Zdeněk Zlámal (13/0) –
Lukáš Bajer (13/0),
Martin Bielik (13/0),
David Čep (10/1),
Radim Ditrich (14/0),
Roman Drga (10/0),
Marián Farbák (28/2),
Roman Gibala (15/5),
Jakub Hrnčiřík (1/0),
Vlastimil Chytrý (1/0),
Tomáš Josl (22/5),
Zdeněk Julina (21/0),
Martin Jurčík (7/0),
Jiří Klabal (28/3),
David Klimek (24/0),
Petr Kobylík (24/4),
Jaroslav Lakomý (15/2),
Tomáš Máša (24/1),
Tomáš Mazouch (3/0),
Michal Nehoda (1/0),
Jaromír Paciorek (9/0),
Vojtěch Schulmeister (15/1),
Ivo Světlík (10/0),
Petr Šimek (9/1),
David Šmahaj (28/4),
Lukáš Vaculík (9/1),
Ladislav Zakopal (21/1) –
trenéři Roman Pivarník (1.–15. kolo) a Ladislav Minář (16.–30. kolo)

### FC Vítkovice
Tomáš Belic (4/0),
Marián Kello (24/0),
Róbert Kovalík (2/0) –
František Brezničan (16/0),
Miroslav Černý (25/2),
Radim Derych (25/2),
Dariusz Dudek (7/2),
Lukáš Fujerik (18/0),
Tomáš Hejdušek (10/0),
Tomáš Jakus (12/3),
Michal Jašíček (3/0),
Miroslav Kaloč (22/1),
Ivo Kisel (3/0),
Miroslav Knápek (3/0),
Lubor Knapp (28/2),
Pavel Kunc (23/1),
Ondřej Kušnír (23/3),
Martin Lukšík (17/3),
Vladimír Majsniar (8/2),
Tomáš Mikulenka (18/1),
Radek Opršal (21/0),
David Pražák (13/1),
Milan Prčík (1/0),
Martin Rozhon (3/0),
Daniel Rygel (21/0),
Martin Švec (8/1),
Roman Švrček (11/1),
Martin Třasák (18/1),
Radomír Vlk (8/0),
Aleš Vojáček (17/0) –
trenéři Lubomír Vlk (1.–11. kolo), Jaroslav Pindor (12.–15. kolo) a Václav Daněk (16.–30. kolo)

### FC Hlučín
Petr Bolek (12/0),
Erik Golinský (1/0),
Michal Kosmál (16/0),
Damir Šehović (1/0) –
Daniel Balcar (2/0),
Jiří Balcar (15/0),
Petr Bogdaň (25/0),
Jindřich Dohnal (7/0),
Martin Dombi (18/8),
Roman Fejerčák (17/0),
Michal Galajda (7/0),
Martin Hanus (29/4),
Zdeněk Holý (18/1),
Zsolt Hornyák (9/0),
Michal Chlebek (11/0),
Lubomír Langer (25/5),
Ján Lintner (6/0),
Marcel Melecký (23/0),
Premton Mujaj (4/0),
Petr Novosad (28/5),
Michal Ondráček (21/0),
Josef Petřík (8/0),
Zdeněk Skotnica (26/3),
Filip Škoda (3/0),
Filip Štýbar (15/1),
Tomáš Urbánek (1/0),
Petr Vaculík (6/0),
Petr Veselý (24/3),
Petr Žižka (27/0) –
trenéři Pavel Hajný (1.–15. kolo) a Erich Cviertna (16.–30. kolo)

### FK Kunovice
Přemysl Kovář (9/0),
Petr Kupka (4/0),
Marián Malárik (1/0),
Martin Pařízek (6/0),
Pavol Penksa (11/0) –
Tomáš Brezinský (13/1),
Petr Faldyna (15/13),
Roman Fischer (29/1),
Pavel Gerych (14/1),
David Helísek (26/0),
Eduard Hrnčár (11/0),
Pavol Húšťava (13/0),
Tomáš Janoviak (21/1),
Jaroslav Josefík (27/3),
Martin Kasálek (20/2),
David Kopčil (29/0),
Pavel Kříž (7/1),
Daniel Máčala (25/0),
Petr Málek (4/0),
Lukáš Matůš (11/2),
Josef Němec (11/0),
Michal Ševela (24/2),
Petr Švach (14/0),
Milan Válek (24/4),
Petr Zemánek (28/2),
Pavel Žák (4/0),
Martin Živný (12/1) –
trenér Oldřich Machala

### FK Atlantic Slovan Pardubice
Josef Kubásek (11/0),
Pavel Raba (14/0),
Jan Šeda (5/0) –
Jakub Adam (19/0),
Milan Bakeš (27/1),
Sylvain Batamag (1/0),
Zdeněk Buryánek (7/0),
David Čada (2/0),
Jiří Černohubý (1/0),
Jaroslav Dittrich (15/2),
Lukáš Doležal (5/0),
Radek Dorotík (12/0),
Jiří Jedinák (2/0),
Michal Kocourek (13/0),
Vlastimil Kožíšek (15/1),
Peter Krutý (26/2),
Petr Mach (22/0),
Pavel Macháček (25/1),
Jiří Mlika (24/8),
Pavel Němeček (27/3),
Rudolf Obal (10/0),
Ali Osumanu (1/0),
Libor Púčala (2/0),
Michal Salák (30/4),
Jan Šimáček (26/2),
Petr Šorfa (21/7),
Josef Štrombach (1/0),
Josef Vašata (15/1),
Tomáš Vlček (2/0),
Radek Vrážel (10/1),
Pavel Vrba (26/2) –
trenér Martin Pulpit

### SK Sigma Olomouc „B“
Martin Blaha (17/0),
Tomáš Černý (13/0) –
Peter Babnič (1/1),
Daniel Barcal (1/0),
Jiří Barcal (9/0),
Aleš Bednář (1/0),
Lukáš Bodeček (1/0),
Radim Dvořák (1/0),
Marek Fiala (2/0),
Vlastimil Fiala (5/0),
Antonín Fuglíček (1/0),
Tomáš Glos (4/0),
Ondřej Gloziga (1/0),
Martin Horáček (6/1),
Lukáš Horák (2/0),
Michal Hubník (4/1),
Roman Hubník (2/0),
Martin Hudec (3/1),
Jakub Hymr (1/0),
Aleš Chmelíček (1/0),
Michal Jančík (1/0),
Tomáš Janotka (29/3),
Marek Kaščák (5/0),
Martin Komárek (25/2),
Radim Kopecký (26/0),
Radim König (6/0),
Michal Kovář (1/1),
Ivo Krajčovič (10/0),
Martin Král (10/0),
Stanislav Krpec (4/0),
Roman Kuba (7/0),
Petr Matušík (2/0),
Lukáš Michalčák (1/0),
Ladislav Onofrej (3/0),
Andrej Pečnik (6/1),
Martin Pulkert (13/1),
Tomáš Randa (3/0),
Dominik Richter (1/0),
David Rojka (5/3),
Jan Roupec (9/0),
Filip Rýdel (15/1),
Radek Řehák (7/0),
Tomáš Řehák (22/0),
Jan Schulmeister (23/3),
Vojtěch Schulmeister (14/5),
Lumír Stoklásek (20/0),
Martin Šalamoun (4/0),
Petr Šimeček (1/0),
Radek Špiláček (4/1),
Pavel Šultes (25/5),
Kamil Vacek (2/0),
Michal Vepřek (22/1),
Martin Vyskočil (11/2) –
trenéři Zdeněk Psotka (1.–15. kolo) a Augustin Chromý (16.–30. kolo)

### 1. FK Drnovice
Tomáš Bureš (28/0),
Ladislav Kollár (2/0) –
Jiří Adamec (25/6),
Tomáš Bouška (18/1),
Martin Dupal (6/0),
Radim Fiala (5/0),
Petr Filipský (9/0),
Martin Fober (7/0),
Jiří Gába (27/0),
Jaromír Grim (29/2),
David Hodinář (25/0),
Jaroslav Kašpar (2/0),
Karel Kroupa (13/5),
Martin Lička (24/2),
Petr Macháň (13/2),
Robin Müller (1/0),
Jan Pánek (18/1),
Jiří Růžička (3/0),
Jaroslav Schindler (28/1),
Petr Schwarz (25/1),
Pavel Šustr (13/1),
Miroslav Třasoň (14/2),
Radomír Víšek (26/0),
Štěpán Vojtíšek (12/0),
Libor Volf (1/0),
Ivo Zbožínek (15/0),
Pavel Zbožínek (10/0) –
trenéři Josef Mazura (1.–11. kolo) a Miroslav Kouřil (12.–30. kolo)

### AC Sparta Praha „B“
David Bičík (8/0),
Tomáš Grigar (14/0),
Milan Švenger (1/0),
Lukáš Zich (4/0), 
Zdeněk Zlámal (4/0) –
Patrik Beutel (2/0),
Ondřej Bíro (18/2),
Marek Čech (2/0),
Libor Došek (4/2),
Radim Fikejz (11/1),
Petr Hájek (1/0),
Michal Hanek (7/0),
Martin Hašek (7/0),
Ondřej Herzán (19/4),
Jiří Homola (2/0),
Ondřej Honka (14/2),
Marek Jarolím (12/1),
Jiří Jeslínek (20/2),
Marek Jungr (12/2),
Daniel Kolář (10/5),
Tomáš Kóňa (6/1),
David Kopta (11/0),
Miroslav Král (5/0),
Jan Krob (2/0),
Štěpán Kučera (13/0),
Luboš Loučka (13/0),
Petr Lukáš (7/0),
Mauro Lustrinelli (1/1),
Pavel Malcharek (1/0),
Miroslav Matušovič (1/0),
Bohumil Nádeníček (4/0),
Pavel Pergl (5/1),
Martin Petráš (2/1),
Tomáš Poláček (7/1),
Tomáš Rada (2/0),
Ondřej Sedláček (15/0),
Tomáš Sivok (2/1), 
Miroslav Slepička (3/0),
Milan Szücz (3/0),
Jan Šimák (1/0),
Jan Šimůnek (25/0),
Zdeněk Šmejkal (1/0),
Petr Šťastný (7/0),
Zdeněk Volek (12/0),
Ladislav Volešák (25/1),
Jan Vondra (18/1),
Michal Zelenka (24/2),
Michael Žižka (24/1) –
trenéři Václav Kotal (1.–15. kolo) a Boris Kočí a Jaroslav Šilhavý (6.–30. kolo)

### 1. FC Brno „B“
Peter Brezovan (8/0),
Václav Hladký (1/0),
Libor Hrdlička (1/0),
Vlastimil Hrubý (15/0),
Jindřich Skácel (3/0),
Michal Václavík (3/0) –
Libor Baláž (3/0),
Aleš Besta (5/0),
Michal Drábek (2/0),
Lukáš Dvořáček (1/0),
Marián Had (1/0),
Pavel Hebron (1/0),
Lukáš Hlavatý (18/0),
Mario Holek (1/0),
Zdeněk Houšť (7/1),
Filip Chlup (14/1),
Tomáš Ineman (12/2),
Martin Jílek (3/0),
Luboš Kalouda (2/0),
Pavel Kalouda (1/0),
Miroslav Král (25/2),
Petr Krátký (3/0),
Patrik Křap (9/0),
Martin Kuncl (15/0),
Zdeněk Látal (12/0),
Jiří Leňko (12/0),
Ondřej Mazuch (5/0),
Pavel Mezlík (7/1),
Radek Mezlík (13/0),
Petr Musil (5/0),
Martin Nosko (3/0),
Tomáš Okleštěk (8/0),
Zdeněk Partyš (20/1),
Petr Pavlík (4/0),
Nenad Pleš (1/0),
Zdeněk Polák (24/2),
Darek Polášek (1/0),
František Schneider (2/0),
Aleš Schuster (5/0),
Patrik Siegl (1/0),
Pavel Simr (7/1),
Roman Smutný (25/2),
Marek Střeštík (16/2),
Petr Šíp (1/0),
Petr Švancara (3/0),
Karel Večeřa (3/0),
Pavel Vrána (26/6),
Luděk Zelenka (3/2),
Martin Živný (9/1),
Radek Žurovec (11/0) –
trenér Petr Maléř